# Jaime María Mayor Oreja

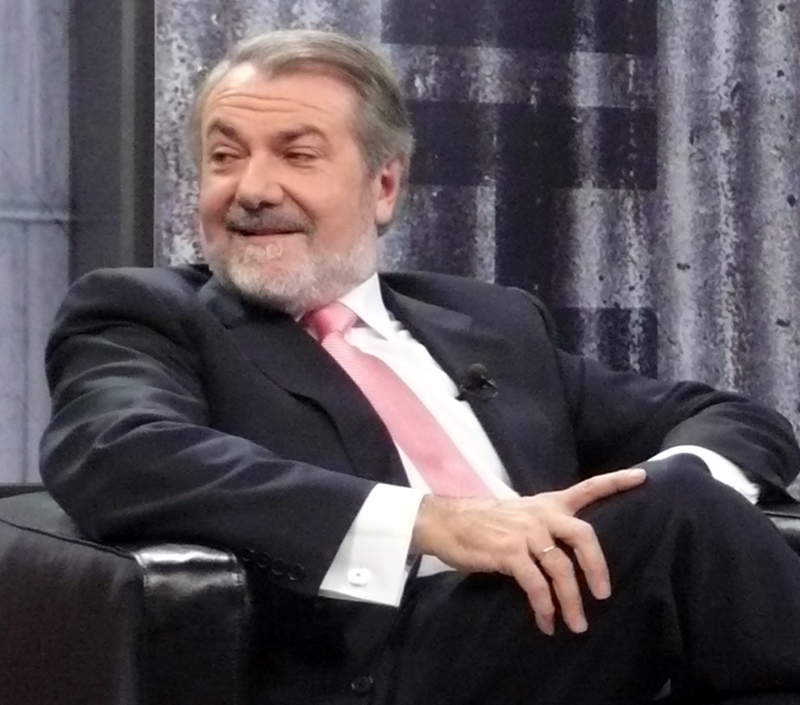
Jaime María Mayor Oreja în 2009

Jaime María Mayor Oreja (n. 12 iulie 1951, San Sebastián, Comunitatea Autonomă a Țării Basce, Spania) este un om politic spaniol, membru al Parlamentului European în perioada 2004-2009 din partea Spaniei.
1. ↑  Jaime Mayor Oreja, Munzinger Personen, accesat în 9 octombrie 2017
2. ↑   https://www.congreso.es/es/busqueda-de-diputados?p_p_id=diputadomodule&p_p_lifecycle=0&p_p_state=normal&p_p_mode=view&_diputadomodule_mostrarFicha=true&codParlamentario=385&idLegislatura=I&mostrarAgenda=false Lipsește sau este vid: |title= (ajutor)
3. ↑  Deputații în Parlamentul European
4. ↑   http://www.congreso.es/portal/page/portal/Congreso/Congreso/Diputados/BusqForm?_piref73_1333155_73_1333154_1333154.next_page=/wc/fichaDiputado?idDiputado=326&idLegislatura=8, accesat în 23 noiembrie 2017 Lipsește sau este vid: |title= (ajutor)
5. ↑   http://www.congreso.es/portal/page/portal/Congreso/Congreso/Diputados/BusqForm?_piref73_1333155_73_1333154_1333154.next_page=/wc/fichaDiputado?idDiputado=273&idLegislatura=7, accesat în 23 noiembrie 2017 Lipsește sau este vid: |title= (ajutor)
6. ↑   http://www.congreso.es/portal/page/portal/Congreso/Congreso/Diputados/BusqForm?_piref73_1333155_73_1333154_1333154.next_page=/wc/fichaDiputado?idDiputado=300&idLegislatura=6, accesat în 23 noiembrie 2017 Lipsește sau este vid: |title= (ajutor)
7. ↑   http://www.congreso.es/portal/page/portal/Congreso/Congreso/Diputados/BusqForm?_piref73_1333155_73_1333154_1333154.next_page=/wc/fichaDiputado?idDiputado=147&idLegislatura=4, accesat în 23 noiembrie 2017 Lipsește sau este vid: |title= (ajutor)
8. ↑   http://www.congreso.es/portal/page/portal/Congreso/Congreso/Diputados/BusqForm?_piref73_1333155_73_1333154_1333154.next_page=/wc/fichaDiputado?idDiputado=385&idLegislatura=1, accesat în 23 noiembrie 2017 Lipsește sau este vid: |title= (ajutor)
9. ↑   https://www.legebiltzarra.eus/comparla/e_comparla_alf_L07.html Lipsește sau este vid: |title= (ajutor)
10. ↑   https://www.legebiltzarra.eus/comparla/e_comparla_alf_L04.html Lipsește sau este vid: |title= (ajutor)
11. ↑   https://www.legebiltzarra.eus/comparla/e_comparla_ter_L02_03.html Lipsește sau este vid: |title= (ajutor)
12. ↑   https://www.legebiltzarra.eus/comparla/e_comparla_alf_L01.html Lipsește sau este vid: |title= (ajutor)